# Открытый чемпионат Майами по теннису 2017
Открытый чемпионат Майами по теннису 2017 года — ежегодный профессиональный теннисный турнир, в 32-й раз проводившийся в Ки-Бискейне, Майами на открытых хардовых кортах. Мужской турнир имеет категорию ATP Masters 1000, а женский — WTA Premier Mandatory.
Соревнование продолжает мини-серию из двух турниров, основная сетка которых играется более 1 недели.
Соревнования были проведены на кортах Tennis Center at Crandon Park — с 20 марта по 2 апреля 2017 года.
Прошлогодние победители:
- мужчины одиночки —  Новак Джокович.
- женщины одиночки —  Виктория Азаренко.
- мужчины пары —  Николя Маю /  Пьер-Юг Эрбер.
- женщины пары —  Бетани Маттек-Сандс /  Луция Шафаржова.

## Общая информация
Мужской одиночный турнир собрал семь представителей Top-10 мирового рейтинга. В турнире не смогли принять участие из-за травм локтя первые два номера мировой классификации: чемпион трёх последних лет Новак Джокович и двукратный победитель турнира Энди Маррей. В их отсутствие первым номером посева стал третий номер мира Стэн Вавринка. Швейцарский теннисист смог дойти до четвёртого раунда, где проиграл Александру Звереву. До финала смогли дойти недавние соперники по решающему матчу на Открытом чемпионате Австралии: двукратный чемпион турнира в Майами Роджер Федерер и ни разу не побеждавший здесь, но четырежды игравший в финале, Рафаэль Надаль. В итоге серия поражений в финалах местного турнира продолжилась для испанца. Как и Австралии, Надаль проиграл Федереру и это было уже пятое его поражение в решающем матче турнира в Майами с 2005 года. Федерер же смог выиграть здесь титул впервые за 11 лет и стать трёхкратным победителем турнира (до этого он побеждал в 2005 и 2006 годах). Также в том сезоне Федерер смог выиграть оба титула в связке американских Мастерсов, став ранее победителем турнира в Индиан-Уэллсе. В основном турнире приняли участие пять представителей России, но не один из них не смог пройти дальше второго раунда.
В мужском парном разряде победу одержали шестые номера посева Лукаш Кубот и Марсело Мело, которые в финале обыграли американскую пару Николас Монро и Джек Сок. Представитель Польши впервые выиграл местные соревнованиях среди мужчин, а представитель Бразилии впервые выиграл в Майами во всех разрядах, с учётом женских соревнований. Прошлогодние чемпионы Николя Маю и Пьер-Юг Эрбер защищали свой титул, однако были вынуждены сняться с турнира после победы в первом раунде.
Женский одиночный турнир собрал девять сильнейших теннисисток мира из первой десятки. Отсутствовала из топ-10 только вторая ракетка мира и рекордсменка турнира (восемь титулов в Майами) Серена Уильямс. Прошлогодняя чемпионка Виктория Азаренко, находившаяся в декретном отпуске не защищала свой титул. Возглавила посев лидер мировой классификации Анжелика Кербер, которая смогла доиграть до четвертьфинала, где уступила старшей сестре Серены — Винус Уильямс. Американка в свою очередь проиграла в полуфинале британской теннисистке Йоханне Конта. В другом полуфинале Каролина Возняцки смогла переиграть второго номера посева Каролину Плишкову. По итогу победу на турнире смогла завоевать Конта, для который этот титул стал первым уровня «Premier Mandatory». Конта стала первой представительницей Великобритания, которая одержала победу в женском соревновании в Майами. В основной сетке турнира приняло участие шесть россиянок. Из них до четвёртого раунда смогла дойти только Светлана Кузнецова, побеждавшая здесь в 2006 году.
Главный парный приз у женщин достался паре Габриэла Дабровски и Сюй Ифань, не имевшим изначального посева. В финале они обыграли третьих номеров посева Саню Мирза и Барбору Стрыцову. Прошлогодние победительницы Бетани Маттек-Сандс и Луция Шафаржова выступали в качестве первого номера посева, но уже во втором раунде проиграли Андрее Клепач и Марии Хосе Мартинес.

## Соревнования

### Мужчины. Одиночный турнир
Роджер Федерер обыграл  Рафаэля Надаля со счётом 6-3, 6-4.
- Федерер выиграл 3-й одиночный титул в сезоне и 91-й за карьеру в основном туре ассоциации.
- Надаль сыграл 3-й одиночный финал в сезоне и 104-й за карьеру в основном туре ассоциации.

### Женщины. Одиночный турнир
Йоханна Конта обыграла  Каролину Возняцки со счётом 6-4, 6-3.
- Конта выиграла 1-й одиночный титул в сезоне и 3-й за карьеру в туре ассоциации.
- Возняцки сыграла 3-й одиночный финал в сезоне и 45-й за карьеру в туре ассоциации.

### Мужчины. Парный турнир
Лукаш Кубот /  Марсело Мело обыграли  Николаса Монро /  Джека Сока со счётом 7-5, 6-3.
- Кубот выиграл 1-й парный титул в сезоне и 15-й за карьеру в основном туре ассоциации.
- Мело выиграл 1-й парный титул в сезоне и 23-й за карьеру в основном туре ассоциации.

### Женщины. Парный турнир
Габриэла Дабровски /  Сюй Ифань обыграли  Саню Мирза /  Барбору Стрыцову со счётом 6-4, 6-3.
- Дабровски выиграла 1-й парный титул в сезоне и 4-й за карьеру в туре ассоциации.
- Сюй выиграла 1-й парный титул в сезоне и 5-й за карьеру в туре ассоциации.